# Susan Latshaw
Susan Latshaw  née en 1970, plus connue sous le diminutif de Sue Latshaw est une triathlète professionnelle américaine, vainqueur sur triathlon Ironman en 1997 et championne du monde de Xterra Triathlon en 1998.

## Biographie
Sue Latshaw est diplômé de phytopathologie de l'université de Berkeley, elle gagne son premier triathlon en 1986. Elle est la première triathlète féminine à terminer une compétition Ironman en moins de neuf heures. Elle réalise cette première mondiale lors de l'Ironman Europe à Roth en 1997.

## Palmarès
Le tableau présente les résultats les plus significatifs (podium) obtenus sur le circuit national et international de triathlon depuis 1993.
| Année | Compétition                                  | Pays       | Position           | Temps           |
| ----- | -------------------------------------------- | ---------- | ------------------ | --------------- |
| 1998  | Championnat du monde Xterra - Maui           | États-Unis | Médaille d'or      | 2 h 58 min 49 s |
| 1998  | Ironman Europe                               | Allemagne  | Médaille d'argent  | 9 h 32 min 5 s  |
| 1997  | Ironman Europe                               | Allemagne  | Médaille d'or      | 8 h 59 min 31 s |
| 1997  | Championnat du monde Xterra - Maui           | États-Unis | Médaille de bronze | 3 h 11 min 32 s |
| 1996  | Championnat des États-Unis                   | États-Unis | Médaille d'or      | 1 h 46 min 52 s |
| 1995  | Ironman Europe                               | Allemagne  | Médaille de bronze | 9 h 30 min 1 s  |
| 1994  | Ironman Europe                               | Allemagne  | Médaille d'argent  | 9 h 9 min 26 s  |
| 1993  | Ironman - Championnat du monde à Kailua-Kona | États-Unis | Médaille de bronze | 9 h 20 min 40 s |
| 1993  | Triathlon international de Nice              | France     | Médaille d'argent  | 6 h 55 min 11 s |